# 愛媛県道34号平城高茂岬線
愛媛県道34号平城高茂岬線（えひめけんどう34ごう ひらじょうこうもみさきせん）は、愛媛県南宇和郡愛南町内を通る県道（主要地方道）である。別名西海道路という。

## 概要

### 路線データ
- 起点：南宇和郡愛南町御荘平城（国道56号交点）
- 終点：南宇和郡愛南町高茂（愛媛県道300号高茂岬船越線へ連続）

## 歴史
- 1993年（平成5年）5月11日 - 建設省から、主要県道城辺高茂岬線が城辺高茂岬線として主要地方道に再指定される[1]。
- 2012年（平成24年）10月16日 - 並行していた愛媛県道320号船越平城線（西海道路）を当路線に統合のうえ廃止すると同時に、旧県道320号全区間を県道34号の現道として起点の位置を旧県道320号の終点の位置へ変更して、これまでの現道区間（愛南町蓮乗寺から船越まで）を廃止する。また、起点の位置を変更したことにともない、路線名を城辺高茂岬線から平城高茂岬線に改正した[2]。

## 路線状況

### 道の駅
- 道の駅みしょうMIC

## 地理

### 通過する自治体
- 南宇和郡愛南町

### 交差する道路
| 施設名                          | 接続路線名                | 備考          | 所在地                                                  |
| ------------------------------- | ------------------------- | ------------- | ------------------------------------------------------- |
|                                 | 国道56号                  | 起点          | 南宇和郡愛南町御荘平城                                  |
|                                 | 愛媛県道294号中浦西海線   | 県道294号終点 | 南宇和郡愛南町船越北緯32度56分54.1秒 東経132度30分5.2秒 |
|                                 | 愛媛県道300号高茂岬船越線 | 終点          | 南宇和郡愛南町高茂                                      |
| 愛媛県道300号高茂岬船越線へ連続 |                           |               |                                                         |

### 沿線にある施設など
- 愛南町役場（起点から国道56号経由）
- 宇和海展望タワー
- 紫電改展示館
- 高茂岬